# Polarizzazione del transistor a giunzione bipolare
In elettronica il problema della polarizzazione del transistor è di notevole importanza perché la determinazione e la stabilità del punto di lavoro del componente è indispensabile per poterci lavorare. La polarizzazione del transistor è un metodo per determinare e fissare il punto di lavoro del transistor, che invece non rimane fermo sia perché varia al variare della temperatura, sia perché se vogliamo che il segnale di ingresso sia amplificato con meno distorsione possibile, sappiamo che i disturbi e il rumore influiscono, spostando il punto di lavoro.

## Rete autopolarizzante
Il metodo più usato per la polarizzazione del transistor è l'utilizzo della rete autopolarizzante, come in figura, applicata al caso del transistor bjt a emettitore comune. Vogliamo che il transistor lavori in regione attiva per cui la giunzione di emettitore deve essere polarizzata direttamente. La prima figura mostra che se {\displaystyle I_{C}} aumenta (per qualsiasi motivo), per esempio perché aumenta {\displaystyle I_{C0}} (la corrente di saturazione inversa) che ha una forte dipendenza dalla temperatura, la corrente che scorre in {\displaystyle R_{e}} aumenta, e di conseguenza aumenta la caduta di tensione su {\displaystyle R_{e}}, con diminuzione della corrente di base {\displaystyle I_{B}}, diminuendo a sua volta l'aumento di {\displaystyle I_{C}}, cioè {\displaystyle I_{C}} aumenta meno di quanto non aumenterebbe se la rete autopolarizzante non esistesse.  
Vediamo come analizzare la rete autopolarizzante. Prendiamo a tale scopo l'equivalente di Thevenin della rete autopolarizzante nella seconda figura (si tenga presente che {\displaystyle I_{E}=I_{C}+I_{B}}). Se applichiamo la legge di Kirchhoff delle tensioni alla maglia di collettore si ha:
{\displaystyle (1)\,\,\,I_{C}(R_{c}+R_{e})-V_{CC}+I_{B}R_{e}+V_{CE}=0}
Siccome la caduta di tensione ai capi di {\displaystyle R_{e}} dovuta a {\displaystyle I_{B}} è molto minore della caduta di tensione dovuta a {\displaystyle I_{C}}, cioè {\displaystyle I_{B}R_{e}<<I_{C}R_{e}} (generalmente {\displaystyle I_{C}} ≈ 100{\displaystyle I_{B}}), ovvero
{\displaystyle (I_{C}+I_{B})R_{e}\simeq I_{C}R_{e}}
si può scrivere più semplicemente:
{\displaystyle (2)\,\,\,I_{C}(R_{c}+R_{e})-V_{CC}+V_{CE}=0}
che è l'equazione della retta di carico nella terza figura della caratteristica di uscita, in rosso, con pendenza {\displaystyle 1/(R_{c}+R_{e})} che intercetta l'asse {\displaystyle I_{C}=0} con {\displaystyle V_{CE}=V_{CC}}.
Per l'equivalenza di Thevenin si ha che:
{\displaystyle (3)\,\,\,V={\frac {R_{2}V_{CC}}{R_{1}+R_{2}}}}
{\displaystyle (4)\,\,\,R_{b}={\frac {R_{1}R_{2}}{R_{1}+R_{2}}}}
Ora applicando la legge di Kirchhoff delle tensioni alla maglia di ingresso:
{\displaystyle (5)\,\,\,V=I_{B}R_{b}+V_{BE}+R_{e}(I_{B}+I_{C})}
da cui si ricava:
{\displaystyle (6)\,\,\,I_{C}={\frac {V-I_{B}R_{b}-V_{BE}}{R_{e}}}-I_{B}}
che sostituita nella (1) ci fornisce un'equazione detta curva di polarizzazione che intercetta la retta di carico che definisce il punto di lavoro {\displaystyle Q} del transistor, come riportato in blu nella terza figura. Per ogni valore di {\displaystyle I_{B}} si ricava il corrispondente valore di {\displaystyle V_{CE}}.

## Determinazione tramiteβ{\displaystyle \beta }
Spesso non si conoscono le caratteristiche di uscita del transistor bjt ma solo l'amplificazione {\displaystyle \beta }. Si può utilizzare la rete autopolarizzante per determinare il punto di lavoro sapendo che la relazione generale:
{\displaystyle (7)\,\,\,I_{C}=\beta I_{B}+(1+\beta )I_{C0}}
e dalle equazioni (6) e (7) si possono determinare sia {\displaystyle I_{C}} che {\displaystyle I_{B}} (infatti è nota {\displaystyle V_{BE}}).

## Esempio
Supponiamo che un transistor al Silicio abbia caratteristiche di uscita come nella terza figura e i componenti della rete siano {\displaystyle R_{c}=5k\Omega }, {\displaystyle R_{e}=1.5k\Omega }, {\displaystyle R_{1}=80k\Omega }, {\displaystyle R_{2}=15k\Omega }, {\displaystyle V_{CC}=20V} e si conosce {\displaystyle \beta =60}.
Ricaviamo il punto di lavoro sostituendo l'equivalente di Thevenin, dalla (3) e (4):
{\displaystyle V=3.16V\,,\,\,\,\,R_{b}=12.6k\Omega }
Applichiamo Kirchhoff alle due maglie di collettore e di ingresso dell'equivalente di Thevenin:
{\displaystyle I_{C}(6.5)-20V+I_{B}(1.5)+V_{CE}=0}
{\displaystyle I_{B}(12.6+1.5)+I_{C}(1.5)+V_{BE}=3.16}
dove ricordiamo che {\displaystyle V_{BE}=cost=0.6V} è fissato inizialmente a scelta. Ricaviamo {\displaystyle I_{C}} dalla seconda:
{\displaystyle I_{C}={\frac {3.16-0.6-14.1I_{B}}{1.5}}}
e sostituiamo nella prima ottenendo l'equazione della curva di polarizzazione:
{\displaystyle V_{CE}=90.15I_{B}+3.36}
Da questa si ricavano i valori di {\displaystyle V_{CE}} in funzione di {\displaystyle I_{B}} e si trova il punto di lavoro tramite l'intersezione con la retta di carico in maniera grafica e si deduce {\displaystyle I_{C}} e successivamente {\displaystyle I_{B}}, il che avviene per {\displaystyle I_{C}\simeq 1.5mA} e {\displaystyle V_{CE}\simeq 10V}.
Se invece si conosce solo {\displaystyle \beta }, per {\displaystyle I_{B}\gg I_{C0}} possiamo utilizzare la (7) approssimata:
{\displaystyle I_{C}=\beta I_{B}}
e si inserisce {\displaystyle I_{B}=I_{C}/\beta } nella {\displaystyle I_{B}(12.6+1.5)+I_{C}(1.5)+V_{BE}=3.16} ottenendo:
{\displaystyle {\frac {I_{C}}{60}}(12.6+1.5)+I_{C}(1.5)+0.6=3.16}
risolvendo rispetto a {\displaystyle I_{C}} otteniamo:
{\displaystyle I_{C}=1.47mA}
e 
{\displaystyle I_{B}={\frac {I_{C}}{60}}=24.5\mu A}
e dalla {\displaystyle I_{C}(6.5)-20V+I_{B}(1.5)+V_{CE}=0} si può ricavare:
{\displaystyle V_{CE}=10.5V}